# Аристидес Переира
Аристидес Марија Переира (порт. Aristides Maria Pereira; Боа Виста, 17. новембар 1923 — Коимбра, 22. септембар 2011) био је први председник Зеленортских Острва од 1975. године до 1991. године.

## Биографија
Рођен је 1923. године на острву Боа Виста. Од 1940-их је био активан а антиколонијалном покрету, организовао штрајкове и напредовао у хијерархији Афричке партије за независност Гвинеје и Зеленортских Острва (ПАИГЦ). Често је користио конспиративно име Алфредо Бангура.
Након пада португалске колонијалне власти 1975. године, Переира је постао први председник Зеленортских Острва и уско сарађивао с председником Гвинеје Бисао, Луисом Кабралом, у напорима да се једног дана две државе уједине. Спроводио је социјалистичку политику. Упркос једнопратијском систему, Зеленортска Острва су била једна од најдемократскијих држава у Африци.
Након рушења Кабрала у пучу 1980. године, Переира је напустио политику уједињења Зеленортских острва с Гвинејом Бисао, а 1981. године је основана нова владајућа партија, Афричка партија за независност Зеленортских Острва (ПАИЦВ), чији је он био секретар. Переира је током своје владавине спроводио политику несврстаности и реформе у корист побољшања статуса сељаштва. Уско је сарађивао с Педром Пиресом, тадашњим премијером Зеленортских Острва. Повезао је своју земљу са Кином и Либијом.
Када је ПАИЦВ укинуо једнопартијски систем фебруара 1990. године, Переира је одступио с функције секретара ПАИЦВ-а јула 1990. године, а наследио га је Педро Пирес. Переира је био кандидат ПАИЦВ-а на председничким изборима 1991. године, али га је победио Антонио Маскарењас Монтеиро.
Умро је 22. септембра 2011. године у 87. години живота.
Међународни аеродром на острву Боа Виста носи његово име од 19. новембра 2011. године.